# Grand Prix de Plouay
Der Grand Prix de Plouay ist ein Straßenradrennen für Männer in Frankreich.
Das Eintagesrennen wird zusammen mit zahlreichen anderen Radsportwettbewerben im Rahmen der Fêtes de Plouay, darunter den WorldTour-Rennen der Männer und Frauen Grand Prix Ouest France und Grand Prix de Plouay-Bretagne veranstaltet. Seit 2023 gehört es zur UCI Europe Tour und ist in die UCI-Kategorie 1.2. eingestuft. Die Strecke führt in mehreren Runden mit kürzeren Anstiegen um die Gemeinde Plouay im Nordwesten von Frankreich.

## Palmarès
| Jahr | Sieger              | Zweiter             | Dritter        |
| ---- | ------------------- | ------------------- | -------------- |
| 2023 | Pierre Thierry      | Théo Delacroix      | Hannes Wilksch |
| 2024 | Pierre-Henry Basset | Clément Braz Afonso | Louis Rouland  |
| 2025 |                     |                     |                |